# Garulia
Garulia è una suddivisione dell'India, classificata come municipality, di 76.309 abitanti, situata nel distretto dei 24 Pargana Nord, nello stato federato del Bengala Occidentale. In base al numero di abitanti la città rientra nella classe II (da 50.000 a 99.999 persone).

## Geografia fisica
La città è situata a 22° 49' 16 N e 88° 22' 28 E e ha un'altitudine di 12 m s.l.m..

## Società

### Evoluzione demografica
Al censimento del 2001 la popolazione di Garulia assommava a 76.309 persone, delle quali 40.600 maschi e 35.709 femmine. I bambini di età inferiore o uguale ai sei anni assommavano a 7.368, dei quali 3.840 maschi e 3.528 femmine. Infine, coloro che erano in grado di saper almeno leggere e scrivere erano 55.916, dei quali 32.116 maschi e 23.800 femmine.